# Митрович, Звездан
Звездан Митрович (черног. Звездан Митровић, 19 февраля 1970, Титоград, СФРЮ) — черногорский баскетбольный тренер.

## Карьера тренера
Играл в баскетбол в молодёжных командах «Будучности» и «Титограда». Тренерскую карьеру начинал в 1992 году помощником Банета Вукичевича в «Титограде» («Пикадили»), клубе югославской второй лиги. С ноября 1995 года был ассистентом главного тренера «Будучности», работал под руководством таких тренеров как Живко Брайович, Горан Боянич, Милован Степандич, Мирослав Николич, Душко Вуйошевич, Зоран Сретенович, Миодраг Кадия, Дарко Русо. Первый опыт самостоятельной работы получил в «Могрене» из второй лиги.
С 2002 года в течение 12 лет тренировал клубы, представляющие украинскую баскетбольную суперлигу, был первым иностранным тренером на Украине. В 2002—2007 годах являлся главным тренером клуба «Химик». Затем были «Кривбасс», «Будивельник» и «Азовмаш» (до войны).
В марте 2015 года был назначен главным тренером баскетбольного клуба «Монако». В сезоне 2014–15 стал чемпионом Лиги Про B чемпионата Франции. «Монако» получил возможность выступать в высшем дивизионе Франции - Лиге Про A. По окончании сезона по итогам голосования на звание лучшего тренера занял второе место.
В сезоне 2015–16 команда заняла первое место в регулярном чемпионате, а в серии плей-офф проиграла в полуфинале клубу АСВЕЛ. Митрович был выбран для участия в Матче всех звёзд чемпионата Франции в качестве тренера сборной мира. В сезоне 2017–18 Митрович привёл команду в финал Лиги чемпионов ФИБА, однако она проиграла клубу «AEK». 16 мая 2018 года был выбран лучшим тренером Лиги Про А.

## Национальная сборная
Митрович был помощником главного тренера национальной сборной Черногории на Евробаскете 2013, главным тренером был Лука Павичевич.
6 октября 2017 года стал главным тренером сборной Черногории.